# Максима Горького (Омская область)
Максима Горького  — посёлок в Тарском районе Омской области, входит в состав Пологрудовского сельского поселения.

## География
Посёлок расположен на северо-востоке Омской области, на берегу р. Иртыш, у устья реки Уй. Примыкает к южной окраине села Пологрудово, административному центру сельского поселения.
Уличная сеть
состоит из 14 географических объектов:
- Переулки: Лесной пер., Рабочий пер.
- Улицы: ул. Конторская, ул. Новая 1-я, ул. Новая 2-я, ул. Новая 3-я, ул. Новая 4-я, ул. Новая 5-я, ул. Орсовская, ул. Порошковская, ул. Производственная, ул. Семена Бензика, ул. Усть-Уйская, ул. Фермерская.

Географическое положение
Расстояние до
районного центра Тара: 25 км.
областного центра Омск: 240 км.
Ближайшие населённые пункты
Пологрудово 2 км, Калинина 2 км, Пятилетка 5 км, Бутаково 8 км, Мамешево 8 км, Крапивка 9 км, Себеляково 9 км, Курманово 10 км, Тимирка 11 км, Ишеево 11 км, Сеитово 11 км, Юрлагино 12 км, Копейкино 13 км, Петрово 16 км, Киселево 16 км, Атирка 17 км, Самсоново 17 км, Малая Кова 18 км, Мартюшево 20 км, Баженово 20 км, Калашниково 20 км.

## История
В 2008 году после упразднения деревня Усть-Уй её территория вошла в состав посёлка как улица Усть-Уйская, вместе с пристанью на реке Иртыш.

## Население
| 2002 | 2010 |
| ---- | ---- |
| 792  | ↘695 |

## Инфраструктура
Основные инфраструктурные объекты действуют в селе Пологрудово: МОУ «Пологрудовская средняя общеобразовательная школа», отделение почты (Советская ул., 19), паромная переправа.

## Транспорт
Водный и автомобильный транспорт.
Просёлочные дороги.